# За 206-ю...
«За 206-ю...» (рос. По 206-й...) — радянський художній фільм 1990 року, знятий режисером Віталієм Кольцовим. Екранізація однойменої п'єси Василя Бєлова.

## Сюжет
Вологодська область, період перебудови. Комбайнер Костянтин Смагін — один з кращих механізаторів колгоспу «Схід», за хорошу роботу премійовано адміністрацією. На отримані гроші Костя напивається і в результаті побутової сварки ламає сокирою ворота у сусідів. Сусіди готові вирішити справу миром, проте присутня при цьому журналістка пише фейлетон, в якій описує Смагіна п'яним бешкетником, а дільничного міліціонера Пухова, який відмовився заводити справу, звинувачує в приховуванні злочину.

## У ролях
- Євгенія Добровольська — Тоня Андріївська, кореспондент-стажер
- Сергій Гармаш — Костянтин Смагін, комбайнер колгоспу
- Олександр Воробйов — Борис Матвійович, слідчий прокуратури
- Володимир Кашпур — голова колгоспу «Схід»
- Микола Пастухов — Олексій Семенович, перший секретар райкому КПРС
- Олена Антонова — Настя, дружина Смагіна
- Марія Скворцова — бабуся Секлетінья Пармінівна Кирина
- Вадим Райкін — Сергій Олександрович Денисов, кореспондент обласної газети
- Герман Орлов — дільничний міліціонер Пухов, лейтенант
- Павло Кормунін — Іван Степанович Соколов, ветеран Великої Вітчизняної війни, сусід Кості Смагіна
- Олена Корольова — Тетяна, сусідка
- Сергій Муравйов — Толик Соколов, онук Івана Степановича

## Знімальна група
- Сценарій : Василь Бєлов
- Режисер : Віталій Кольцов
- Оператори : Сергій Вронський, Всеволод Симаков
- Композитор : Кірило Волков
- Художник : Микола Сахаров